# Neostenanthera robsonii
Neostenanthera robsonii Le Thomas – gatunek rośliny z rodziny flaszowcowatych (Annonaceae Juss.). Występuje naturalnie w Gabonie. 

## Morfologia
PokrójZimozielone małe drzewo lub krzew dorastające do 15 m wysokości. Młode pędy są owłosione.
LiścieMają podłużnie eliptyczny kształt. Mierzą 10–27 cm długości oraz 4–8,5 cm szerokości. Nasada liścia jest od zaokrąglonej do prawie sercowatej. Blaszka liściowa jest o spiczastym wierzchołku. Ogonek liściowy jest owłosiony i dorasta do 10–15 mm długości.
KwiatySą zebrane w pęczki, rozwijają się bezpośrednio na pniach i gałęziach (kaulifloria). Działki kielicha mają półokrągły kształt i dorastają do 1 mm długości. Płatki są owłosione, mają lancetowaty kształt i osiągają do 20–25 mm długości, natomiast wewnętrzne są prawie okrągłe. Kwiaty mają owłosione owocolistki o cylindrycznym kształcie i długości 4–5 mm.
OwocePojedyncze mają elipsoidalny kształt, zebrane w owoc zbiorowy. Są owłosione, osadzone na szypułkach. Mają brązową barwę. Osiągają 12–14 mm długości i 7–11 mm szerokości.

## Biologia i ekologia
Rośnie w lasach.